# ハーリド・イブン・アル＝ワリード

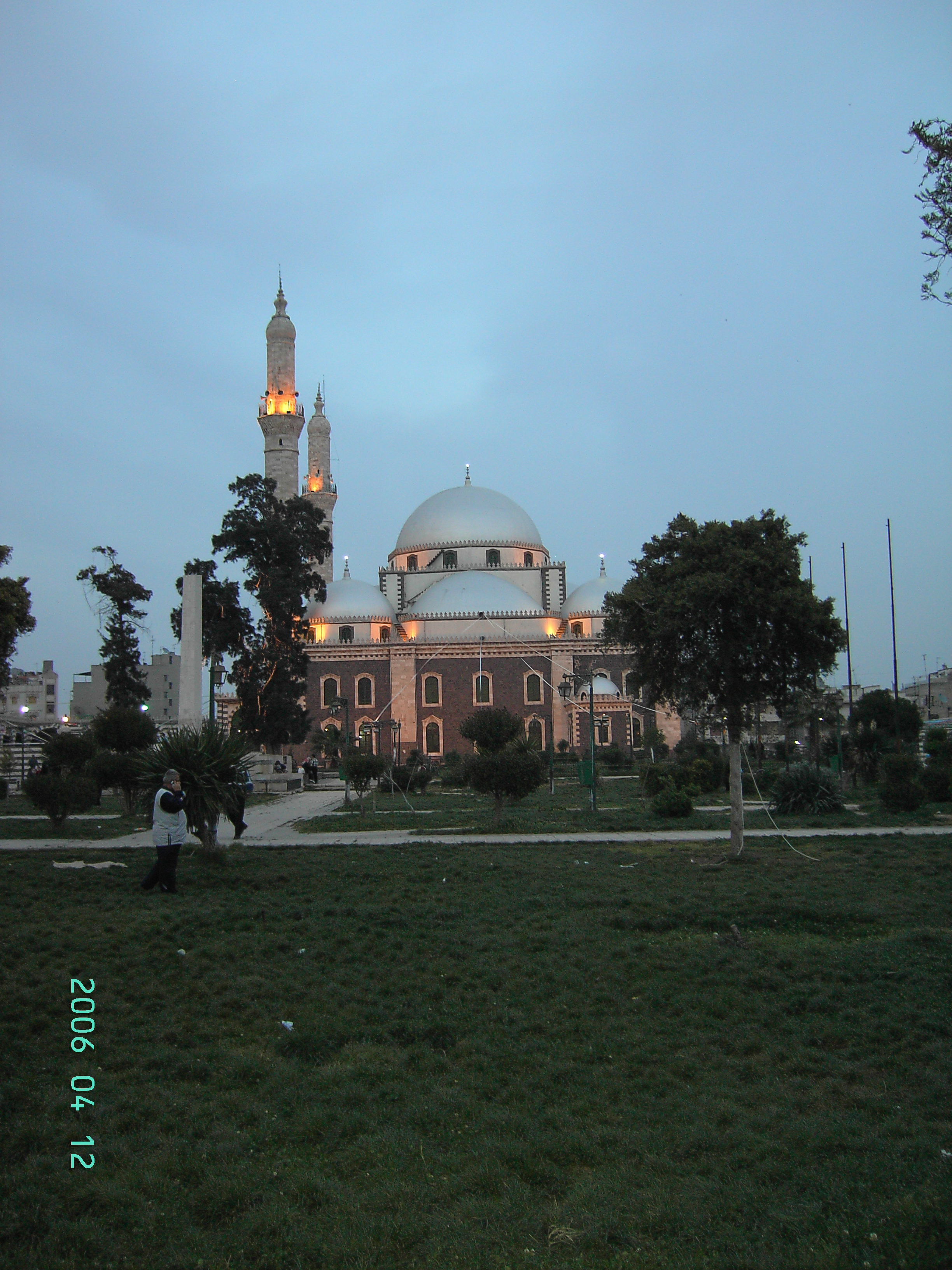
ハーリド・イブン・アル＝ワリードのモスク

ハーリド・イブン・アル＝ワリード（592年 - 642年、アラビア語: خالد بن الوليد, ラテン文字転写：Khālid ibn al-Walīd）は、イスラーム初期の正統カリフ時代の武将。アッラーの剣という異名で知られる。リッダ戦争（632年 - 633年）とシリア征服戦の指揮官。初期のイスラーム拡大時の戦争において多大な功績を果たした。

## 生涯
元はメッカのクライシュ族に従う騎兵隊長であり、初期のイスラム軍との戦いにも従軍している。625年のウフドの戦いでは200の騎兵を率いてイスラム軍の背後を突き、ムハンマドを負傷させることにも成功した。しかし628年にクライシュ族とムハンマドの間にフダイビーヤの和議が成立すると、メッカ市内にもイスラムの教えが広まり、ハーリドもこの時に改宗した。
ムハンマドがアラブ世界を統一すると、イスラムはサーサーン朝ペルシアや東ローマ帝国と争うようになる。629年9月にムハンマドはザイドを司令官とする軍勢をシリアへ派遣したが、時の東ローマ軍の待ち伏せ攻撃にあい、イスラム軍は敗北し、ザイドは戦死してしまう。この時に機転を働かせて潰走するイスラム軍をまとめ上げ、無事に撤退させた（ムウタの戦い)。ムハンマドはハーリドの活躍に感激し、アッラーの剣と褒め称えた。
ムハンマド死後は初代カリフ・アブー＝バクルには軍権を預けられ、イスラム帝国の大躍進を支えた。